# ディンゴ (プロレスラー)
ディンゴ（Dingo、1976年5月24日 - ）は、オーストラリアのプロレスラー。本名：ブライアン・キャノン（Brian Cannon）。沖縄県在住。

## 経歴
1993年、オーストラリアのオリンピックレスリングチームに所属して、サモアで開催されたオセアニアチャンピオンシップで優勝。
1996年5月24日、IWAシドニー大会でデビュー。
1997年、レスリングスクール「ダンジョン」でワルドー・フォン・エリックの指導を受けてトレーニングを積む。
2006年、大阪プロレスにディンゴとして参戦。同年、大阪プロレスと専属フリー契約を結ぶ。
2007年5月、沖縄プロレスに移籍してリングネームを覆面レスラー「キジムナー」に改名。
2012年8月25日、沖縄プロレスを退団してリングネームをディンゴに戻した。
2013年6月、琉球ドラゴンプロレスリングに入団してリングネームをRYUKYU-DOGディンゴに改名。

## 得意技
ダイビングセントーン
ペディグリー

## 入場曲
- Who Let the Dogs Out（Baha Men）

## タイトル歴
- MWF世界タッグ王座
- 御万人王座「琉王」
- 我栄トーナメント優勝

## エピソード

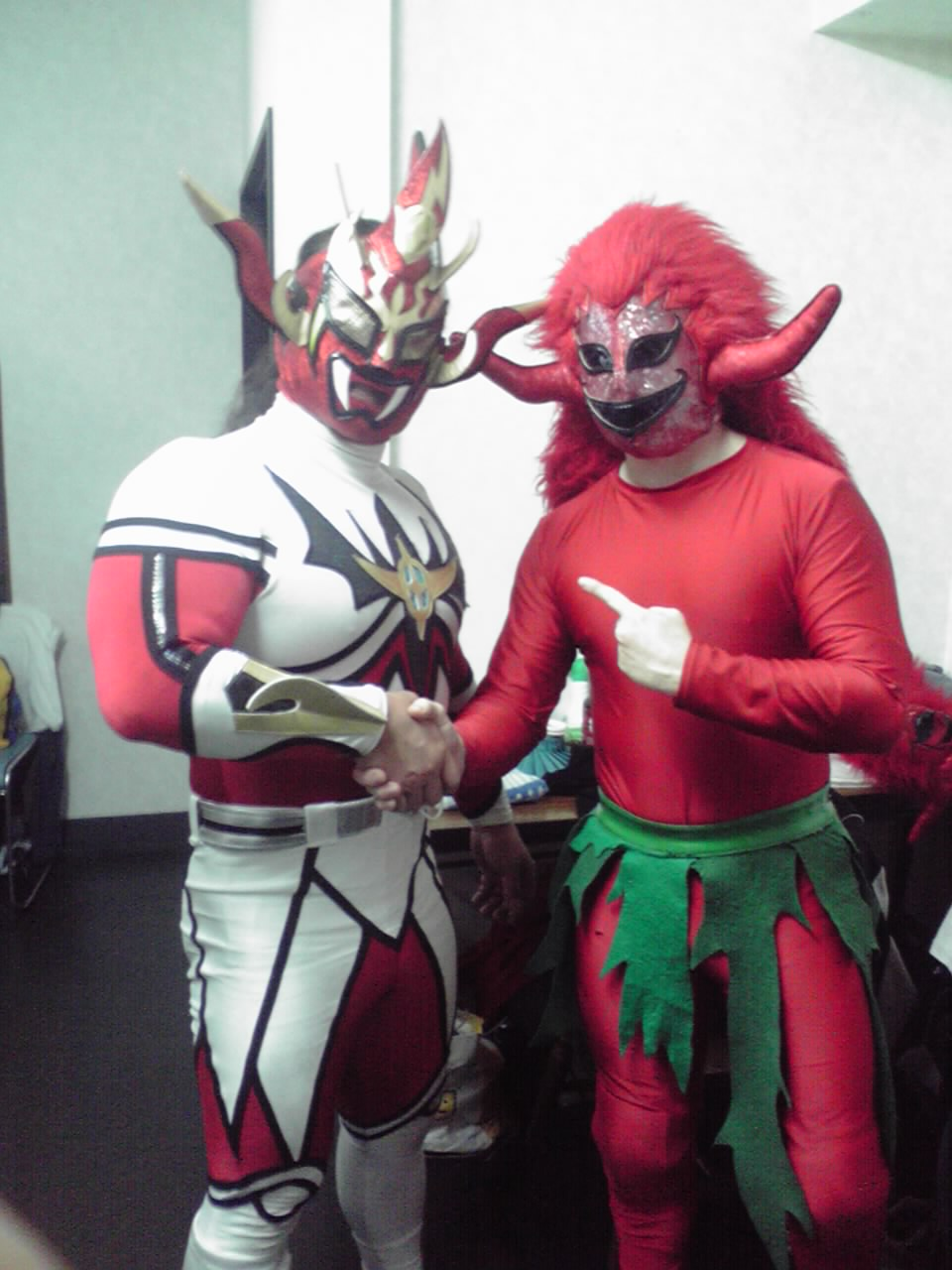
獣神サンダー・ライガー（左）とキジムナー（右）。

- オーストラリアのレストランで総料理長を務めていた経験がある。
- キジムナーのリングネームで沖縄プロレスに所属していた際、タッグを組んで試合をした獣神サンダー・ライガーから「My Father」と呼ばれている。
- 動物性食品を摂取しないヴィーガンと呼ばれる食生活スタイルをしている。
- 那覇にある朝食カフェ「にふぇ〜ら」でヴィーガン料理を出している。